# Lurnfeld
Lurnfeld osztrák mezőváros Karintia Spittal an der Drau-i járásában. 2016 januárjában 2575 lakosa volt. 

## Elhelyezkedése

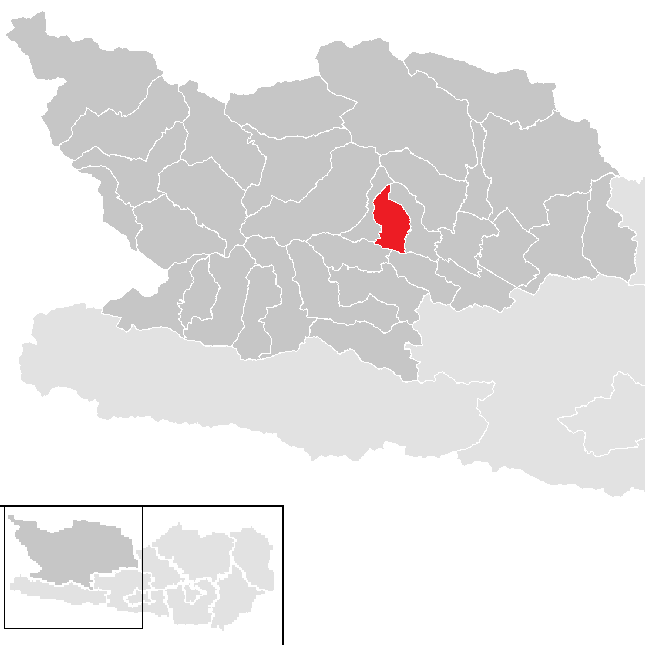
Lurnfeld a Spittali járásban

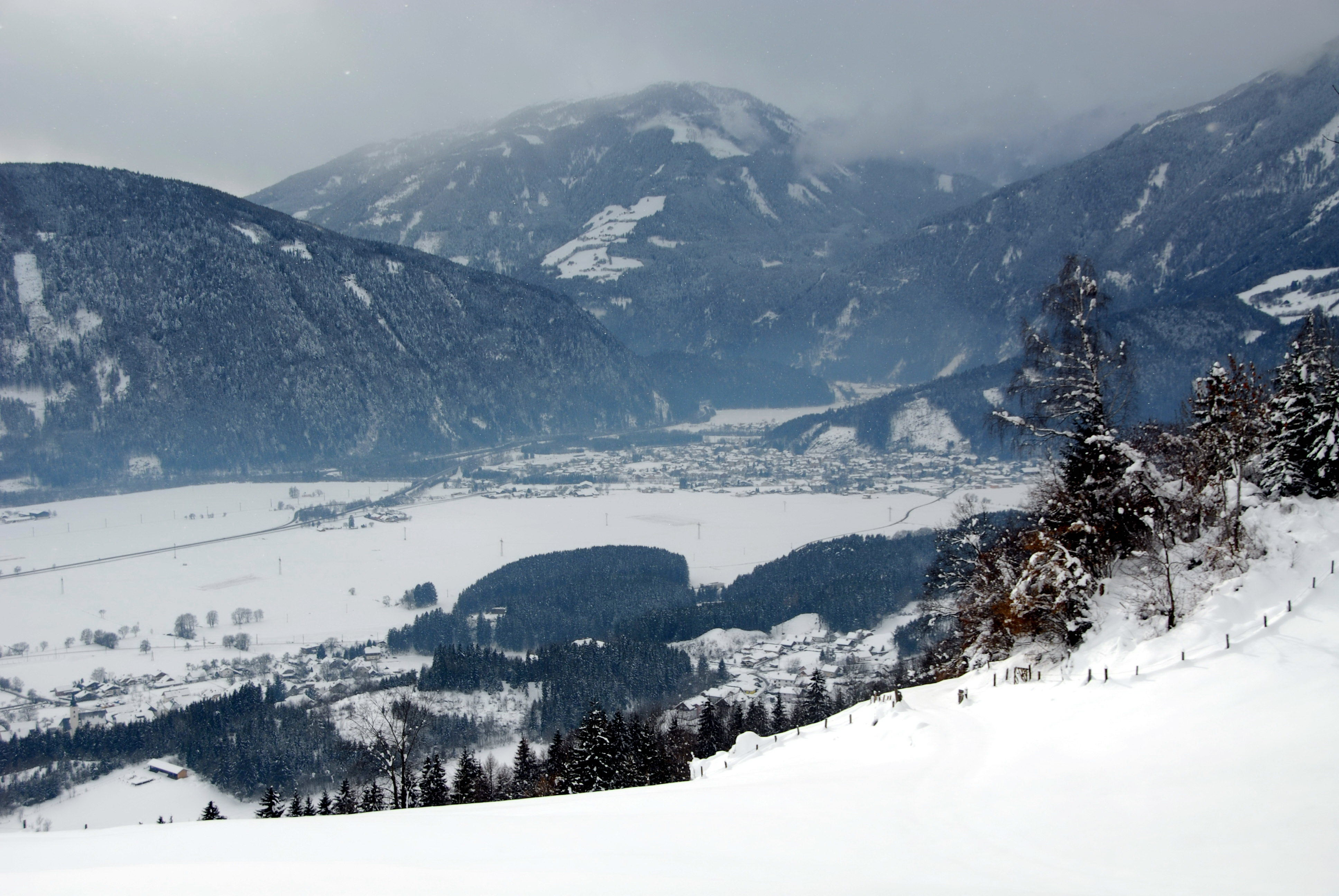
Möllbrücke télen

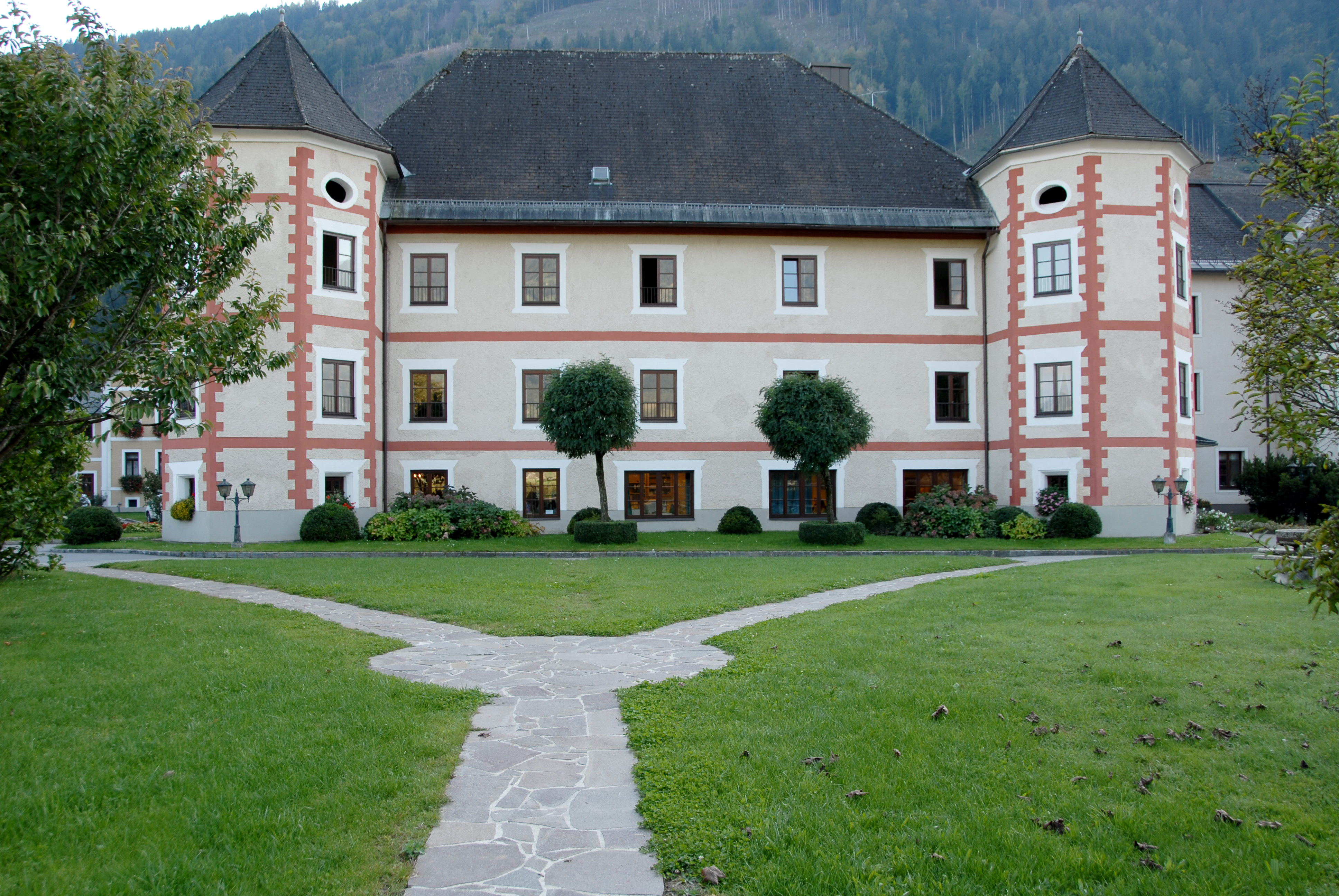
A drauhofeni kastély

Lurnfeld Karintia északnyugati részén fekszik a hasonló nevű medencében a Felső-Drávavölgyben. A legnagyobb település Möllbrücke a Möll és a Dráva folyók találkozásánál. Az önkormányzat 13 falut és egyéb települést fog össze: Altenmarkt (63 lakos), Drauhofen (5), Göriach (297), Metnitz (38), Möllbrücke (1 125), Pattendorf (180), Premersdorf (44), Pusarnitz (510), Sankt Gertraud (30), Sankt Stefan (4), Steindorf (197), Stöcklern (45), Tröbach (16).
A környező települések: keletre Lendorf, délkeletre Baldramsdorf, délnyugatra Sachsenburg, nyugatra Mühldorf.

## Története
A Lurnfeld-medencét már a római időkben is vallis Lurna néven ismerték és 891-ben is Liburniaként említik az oklevelek. Möllbrücke először 1253-ban jelenik meg az írott forrásokban Mölnprukke néven és már 1307-ben bírósági székhelyként működött. 
Az először 1072-ben említett Pusarnitzban kötötte meg 1460-ban III. Frigyes császár és Johann von Görz gróf a kihalt Cillei-ház birtokai miatti viszályt lezáró pusarnitzi békét. Míg a szomszédos Sachsenburg már a 13. században vásárjogot kapott, Möllbrücke a 16. század végén beinduló rézipara miatt szerzett nagyobb régióra kiterjedő jelentőséget. 
A pusarnitzi önkormányzat 1850-ben jött létre, de már 1865-ben Sachsenburghoz csatolták. 1889-ben Möllbrückével együtt önállóvá vált, ám az utóbbi 1909-ben elszakadt tőle. Az 1973-as karintiai közigazgatási reform során Pusarnitzot, Möllbrückét és Sachsenburgot Lurnfeld önkormányzatában egyesítették, amelyből az utóbbi egy 1992-es népszavazást követően kivált.

## Lakosság
A lurnfeldi önkormányzat területén 2016 januárjában 2575 fő élt, ami visszaesést jelent a 2001-es 2718 lakoshoz képest. Akkor a helybeliek 85,4%-a volt osztrák állampolgár. 82,2%-uk katolikusnak, 7,8% evangélikusnak, 1,1% muszlimnak, 6,4% pedig felekezeten kívülinek vallotta magát.

## Látnivalók
- Hohenburg várának romjai. A túl meredek sziklára épült erőd funkcióját Feldberg vára vette át, ez pedig lakatlanná vált és romba dőlt.
- a hohenburgi vár 974 m magasan fekvő volt kápolnáját a 18. században kibővítették, ma Szűz Mária-templom
- római mérföldkő Möllbrückében
- Feldsberg várának romjai
- a möllbrückei Szt. Lénárt-templom
- a pusarnitzi Szt. Mihály-templom
- a 16/17. századi drauhofeni kastély

## Fordítás
- Ez a szócikk részben vagy egészben  a   Lurnfeld című német Wikipédia-szócikk ezen változatának fordításán alapul.  Az eredeti cikk szerkesztőit annak laptörténete sorolja fel. Ez a jelzés csupán a megfogalmazás eredetét és a szerzői jogokat jelzi, nem szolgál a cikkben szereplő információk forrásmegjelöléseként.